# Zaitunia wunderlichi
Espèce
Zaitunia wunderlichi est une espèce d'araignées aranéomorphes de la famille des Filistatidae.

## Distribution
Cette espèce est endémique du Kirghizistan. Elle se rencontre dans les monts Ferghana et Chatkal.

## Description
Le mâle holotype mesure 2,78 mm et la femelle paratype 4,11 mm.

## Étymologie
Cette espèce est nommée en l'honneur de Jörg Wunderlich.

## Publication originale
- Zonstein & Marusik, 2016 : A revision of the spider genus Zaitunia (Araneae, Filistatidae). European Journal of Taxonomy, vol. 214, p. 1-97 (texte intégral).